# Сейвори, Роджер
Роджер Сейвори (англ. Roger Savory, 27 января 1925 — 17 февраля 2022) — канадский историк-востоковед британского происхождения, специалист по Персии, автор фундаментальных исследований по Сефевидам. Эмерит-профессор университета Торонто.
Учился у Минорского в Школе востоковедения и африканистики (School of Oriental and African Studies) в Лондоне. Там же опубликовал первые работы по государственным структурам в сефевидском Иране. В 1971 году Сейвори организовал первую академическую конференцию «Iranian Civilization and Culture» по Ирану в Канаде. Автор книг «Introduction to Islamic Civilisation» и «Iran Under the Safavids».
Автор 36 статей в «Энциклопедии ислама» (помощник редактора её первого тома), 24 статей в «Иранике» и статьи о шахе Аббасе I в «Британнике».

## Работы
- Savory, R. M. & Wickens, G. M. (1964) Persia in Islamic Times: a Practical Bibliography of its History, Culture and Language, W.J. Watson (ed.), Montreal: Institute of Islamic Studies, McGill University.
- Savory, R. M. (ed.) (1976) Introduction to Islamic Civilisation, New York: Cambridge University Press. Reprint. (1980) «Students edition», New Delhi: Vikas.
- Eskandar Beg Monshi (1978) The History of Shaah ‘Abbās the Great (Tārīkh-e ‘Ālamārā-ye ‘Abbāsī), 2 vols., R.M. Savory (trans.), Persian Heritage Series no. 28, Boulder: Westview Press.
- Savory, R. M. (1980) Iran Under the Safavids, Cambridge: Cambridge University Press.
- Savory, R. M. (1980) The Persian Gulf States: a General Survey, C.E. Bosworth, R.M. Burrel, K.M. Mclachlan & R.M. Savory (eds.), general ed. A.J. Coltrell, Baltimore and London: Johns Hopkins University Press.
- Savory, R. M. & Agius, D. A. (eds.) (1984) Logos Islamikos: Studia Islamica in Honorem Georgii Michaelis Wickens, Papers in Mediaeval Studies no. 6, Toronto: Pontifical Institute of Mediaeval Studies.
- Savory, R. M. (1987) Studies on the History of Safavid Iraan, London: Variorum Reprints.